# Phan Huỳnh Điểu
Phan Huỳnh Điểu (sinh ngày 11 tháng 11 năm 1924 - mất ngày 29 tháng 6 năm 2015) là một trong những nhạc sĩ tiêu biểu nhất của dòng nhạc cách mạng Việt Nam trong thế kỉ XX. Phần lớn các ca khúc của Phan Huỳnh Điểu là nhạc đỏ, nhưng ông cũng có nhiều ca khúc trữ tình đặc sắc. Ông được mệnh danh là "Con chim vàng của nền âm nhạc Việt Nam" và được Nhà nước Việt Nam trao tặng Giải thưởng Hồ Chí Minh về văn học nghệ thuật vì những đóng góp của mình cho sự nghiệp âm nhạc Việt Nam, ngoài ra còn có Huân chương Độc lập hạng Ba và Huân chương Kháng chiến hạng Nhất,... Rất nhiều các bài hát của ông có lời từ các tác phẩm thơ.

## Tiểu sử
Ông sinh ngày 11 tháng 11 năm 1924 tại Đà Nẵng. Ông cũng là người con thứ 11 trong một gia đình cha làm thợ may.
Ông bắt đầu hoạt động âm nhạc từ năm 1940 trong nhóm tân nhạc. Sau ca khúc đầu tay Trầu cau, sáng tác của ông được biết rộng rãi là bài Đoàn Vệ quốc quân viết cuối 1945. Một nhạc phẩm nổi tiếng khác của ông là Mùa đông binh sĩ được viết khoảng giữa thập niên 1940.
Trong kháng chiến chống thực dân Pháp, Phan Huỳnh Điểu gia nhập quân đội, công tác ở Liên khu 5. Thời gian này ông viết một số ca khúc như Nhớ ơn Hồ Chủ tịch, Quê tôi ở miền Nam...
Năm 1955, sau khi tập kết ra Bắc, ông công tác ở Ban Nhạc vũ, Hội Văn nghệ Việt Nam. Năm 1957, khi thành lập Hội Nhạc sĩ Việt Nam, ông được cử vào Ban chấp hành là Ủy viên Thường vụ và công tác tại Hà Nội. Tháng 12 năm 1964, Phan Huỳnh Điểu vào chiến trường Trung Trung Bộ ở trong Ban văn nghệ Khu. Thời gian đó ông viết bản hành khúc Ra tiền tuyến với bút danh Huy Quang.
Sau 1975, Phan Huỳnh Điểu chuyển về Hội Âm nhạc Thành phố Hồ Chí Minh và sống ở đó. Ông đã sáng tác và công bố hơn 100 ca khúc, quá nửa trong số đó là các bài hát phổ thơ.
Âm nhạc của Phan Huỳnh Điểu có giai điệu trau chuốt, trữ tình, ngay cả trong thể loại hành khúc, như Cuộc đời vẫn đẹp sao, Hành khúc ngày và đêm. Phan Huỳnh Điểu còn có nhiều ca khúc về đề tài tình yêu thành công như Tình trong lá thiếp, Những ánh sao đêm, Bóng cây Kơnia, Anh ở đầu sông em cuối sông, Sợi nhớ sợi thương, Ở hai đầu nỗi nhớ, Đêm nay anh ở đâu, Thuyền và biển, Thơ tình cuối mùa thu, Người ấy bây giờ đang ở đâu, Tình ca Đămbri, Tia nắng... Ông đã phổ nhạc thành công cho rất nhiều bài thơ.
Ngoài ra, ông còn sáng tác một số tác phẩm dành cho thiếu nhi, tiêu biểu là: Đội kèn tí hon, Nhớ ơn Bác...
Những nghệ sĩ thể hiện thành công tác phẩm của ông có thể kể đến Nghệ sĩ Nhân dân Quốc Hương, Nghệ sĩ ưu tú Vũ Dậu, Nghệ sĩ ưu tú Kiều Hưng và Nghệ sĩ ưu tú Tuấn Phong.

### Qua đời
Sau khi có dấu hiệu không khỏe và sốt nhẹ vào ngày 23 tháng 6 năm 2015, ông được bác sĩ đến khám tại nhà và được thông báo bị thiếu máu. Sau đó, ông được nhập viện vào sáng ngày 26 tháng 6 trong tình trạng còn khỏe và tỉnh táo. Sau 2 ngày nhập viện, ông bị hôn mê sâu và qua đời vào lúc 10 giờ 15 phút sáng ngày 29 tháng 6 tại bệnh viện Thống Nhất (Thành phố Hồ Chí Minh) vì sốt xuất huyết. Linh cữu của nhạc sĩ được quàn tại Nhà tang lễ Bộ Quốc phòng, Thành phố Hồ Chí Minh. và lúc 4h30 sáng 10 tháng 7, gia đình, người thân, bạn bè, văn nghệ sĩ... đã rải tro cốt của ông về với quê hương, dòng sông Hàn (Đà Nẵng) theo di nguyện của cố nhạc sĩ.

### Tưởng niệm
Tối ngày 7 tháng 7 năm 2015, đêm nhạc tri ân, tưởng nhớ hai nhạc sĩ Phan Huỳnh Điểu và nhạc sĩ Phan Nhân do Báo Công an TP. HCM phối hợp với Ngân hàng BIDV và Nhạc viện Thành phố Hồ Chí Minh tổ chức đã diễn ra trong không khí hết sức ấm áp. Chương trình mở màn với nét viết hiện trên màn hình: "ngày 29 tháng 6 năm 2015" (ngày mất của hai nhạc sĩ Phan Huỳnh Điểu, Phan Nhân), hình ảnh điện tâm đồ, những trang nhạc, bút ngừng viết... Người thân, đồng nghiệp, bạn bè, những người yêu mến hai nhạc sĩ gạo cội của nền âm nhạc Việt Nam đã được thưởng thức lại ca khúc bất hủ đi cùng năm tháng của hai nhạc sĩ qua những phần trình bày hết sức tuyệt vời của các nghệ sĩ tham gia chương trình.

## Trích dẫn
Trong cuộc phỏng vấn đăng báo Thanh Niên ngày 27 tháng 4 năm 2006, nhạc sĩ nói: 
"Tôi cho rằng thơ phổ nhạc đạt đến mức độ cộng hưởng tâm hồn của nhạc sĩ và thi sĩ. Tìm thấy một bài thơ phù hợp, nhạc sĩ phổ nhạc và gửi gắm tâm trạng mình. Xét đến cùng, chất thơ trong ca từ của một nhạc sĩ thuần túy không thể bằng được chất thơ trong ca từ vốn là bài thơ của một nhà thơ. Nhà thơ chắt chiu từng con chữ, nhạc sĩ chăm chút từng nốt nhạc sẽ cho ra một tác phẩm toàn vẹn và đầy đặn. Bởi vậy, tôi hết sức thích phổ nhạc cho thơ. Thơ và nhạc như cặp anh chị em song sinh, thơ một cánh, nhạc một cánh cho tác phẩm bay lên..."

## Sáng tác
- Ánh điện cùng chắp cánh em bay (thơ Trình Vân)
- Anh ở đầu sông em cuối sông (1978, thơ Hoài Vũ)
- Ai ra ngoài
- Bạn đến chơi nhà
- Bác Hồ của chúng em
- Bến Tre xanh biếc quê dừa
- Bóng cây Kơ-nia (1971, thơ Ngọc Anh)
- Bóng nắng (thơ Vương Tâm)
- Chiều Paris
- Chiều tím
- Có ai về Quảng Nam
- Có một đàn chim
- Cuộc đời vẫn đẹp sao (1971)
- Đà Nẵng ơi, chúng con đã về (1975)
- Đây thôn Vĩ Dạ (thơ Hàn Mặc Tử)
- Đêm nay anh ở đâu (1974)
- Đoàn Vệ quốc quân (1945)
- Đội kèn tí hon (1959)
- Đời học sinh (1946)
- Em như áng mây
- Hai dòng sông hai nỗi nhớ
- Hai chú mèo ngoan
- Hành khúc ngày và đêm (1972)
- Hát về thành phố quê hương (1997)
- Hương quế Trà My
- Khi không còn em nữa (1992)
- Ký họa mùa xuân (thơ Chính Hữu)
- Là thanh niên xung phong
- Làm cây thông reo
- Lãng đãng chiều Phú Ninh
- Miền Nam nguyện theo Đảng
- Mùa đông binh sĩ (1946)
- Mưa miền Trung (thơ Đỗ Thị Thanh Bình)
- Một bông hoa xinh tươi (1983)
- Người ấy bây giờ đang ở đâu
- Nhớ (1973)
- Nhớ ơn Bác (1959)
- Nhớ lắm chiều nay
- Những ánh sao đêm (1962)
- Những em bé ngoan (1959)
- Những người đã chết (1946, là ca khúc phổ thơ đầu tiên, sử dụng thơ của Tế Hanh)
- Ở hai đầu nỗi nhớ (thơ Trần Hoài Thu)
- Phú Quốc một tình yêu
- Quảng Nam yêu thương
- Quê tôi ở miền Nam
- Ra tiền tuyến
- Sang sông (thơ Đào Hồng)
- Sợi nhớ sợi thương (1978, thơ Thúy Bắc)
- Thanh niên xung phong
- Thật là khó nói (1957)
- Thơ tình cuối mùa thu (thơ Xuân Quỳnh)
- Thuyền và biển (thơ Xuân Quỳnh)
- Tia nắng
- Tìm em bên giếng nước
- Tiếng thu (thơ Lưu Trọng Lư)
- Tình ca Đamb'ri
- Tình trong lá thiếp (1955)
- Tình yêu thì thầm (thơ Diệp Minh Tuyền)
- Trầu cau (Sáng tác đầu tay, 1945)
- Trong từng mũi chỉ đường kim
- Tương tư chiều (thơ Xuân Diệu)
- Tuyên truyền xung phong (1946)